# جنيف 1
استضاف مكتب الأمم المتحدة بمدينة جنيف في سويسرا يوم 30 يونيو/ حزيران 2012 اجتماعاً لـ «مجموعة العمل من أجل سوريا» بناء على دعوة كوفي أنان مبعوث الأمم المتحدة وجامعة الدول العربية إلى سوريا في ذلك الوقت.
وضمّ الاجتماع كلاًّ من الأمين العام للأمم المتحدة والأمين العام لجامعة الدول العربية ووزراء خارجية الاتحاد الروسي وتركيا والصين وفرنسا وقطر (رئيسة لجنة جامعة الدول العربية لمتابعة الوضع في سوريا ) والعراق (رئيس مؤتمرقمة جامعة الدول العربية) والكويت (رئيسة مجلس وزراء الخارجية التابع لجامعة الدول العربية)  والمملكة المتحدة وأيرلندا الشمالية والولايات المتحدة وممثلة الاتحاد الأوروبي السامية للشؤون الخارجية والسياسة الأمنية، بوصفهم مجموعة العمل من أجل سوريا، برئاسة المبعوث الخاص المشترك للأمم المتحدة وجامعة الدول العربية لسوريا، وتبنى المؤتمر ست نقاط أساسية لحل الأزمة السورية عرفت بخطة كوفي أنان واضع هذه النقاط.

## نقاط كوفي أنان الست لحل الأزمة السورية
أولاً: الالتزام بالعمل مع أنان من أجل عملية سياسية شاملة يقودها السوريون.
ثانياً: الالتزام بوقف جميع أعمال العنف المسلح، بما في ذلك وقف استخدام الأسلحة الثقيلة وسحب القوات ووقف تحركات قوات  الجيش باتجاه المناطق المأهولة بالسكان.
ثالثاً: تطبيق هدنة يومية لمدة ساعتين للسماح بإدخال المساعدات إلى جميع المناطق المتضررة من القتال.
رابعاً: الإفراج عن جميع من جرى اعتقالهم تعسفياً، بمن فيهم المعتقلون لقيامهم بنشاطات سياسية سلمية.
خامساً: الاتفاق على ضمان حرية الحركة للصحافيين في جميع أنحاء البلاد وتبني سياسة لا تقوم على التمييز بشأن منحهم تأشيرات  لدخول البلاد.
سادسا: الاتفاق على حرية تكوين المؤسسات وحق التظاهر السلمي على أنها حقوق مضمونة قانونياً. 

### موقف المعارضة الداخلية
رحبت أطراف من المعارضة السورية الداخلية بنتائج اجتماع مجموعة العمل حول سورية في جنيف، مؤكدة أن كل ما يساهم في وقف نزيف الدم سيجد ترحيباً ودعماً من الشعب السوري.

### موقف المعارضة الخارجية
شدد رئيس المجلس الوطني السوري عبد الباسط سيدا على أن أي حل للوضع في سوريا لا يمكن أن يكون فاعلاً من دون تنحي الرئيس السوري بشار الأسد والزمرة التي حوله، لافتاً إلى أن أي جهد في سبيل تشكيل حكومة وحدة وطنية يجب أن توضع له آليات  واقعية.
موقف الحكومة السورية
أعلن مندوب سوريا الدائم لدى الامم المتحدة بشار الجعفري مساء الأربعاء أن الحكومة السورية ستذهب إلى مفاوضات جنيف مع المعارضة بهدف تطبيق اتفاق جنيف-1 «كسلة كاملة»، لا فقط شق تشكيل الحكومة الانتقالية.
من جهة ثانية، عبر الجعفري في مؤتمر صحافي عقده بعد انتهاء اليوم الأول من مؤتمر السلام الدولي حول سوريا في مونترو بسويسرا، عن استياء بلاده من «شكل» المؤتمر الذي انعقد في مونترو السويسرية لجهة المدعوين، ومن الخطابات «العدائية» ضد دمشق التي القيت.
وقال الجعفري ردا على سؤال عما إذا كانت دمشق ترفض اتفاق جنيف-1، «من قال اننا نرفض؟ لكن كيف نبحث في حكومة انتقالية في ظل استمرار العنف».

### الموقف الدولي من جنيف واحد
أيدت غالبية الدول خطة أنان لحل الأزمة السورية التي اتفق عليها في جنيف 1
- حصل تباين في التفسيرين الروسي والأميركي لنتائج مؤتمر «جنيف1»

وقد أكد وزير الخارجية الروسي «سيرغي لافروف» أن البيان الختامي للمؤتمر لا يتضمن شرط تخلي الرئيس السوري بشار الأسد عن منصبه، بينما رأت وزيرة الخارجية الأميركية «هيلاري كلينتون» أن المؤتمر «يمهد لمرحلة ما بعد الأسد».

### النتيجة النهائية لجنيف 1
لم يتمّ تطبيق بنود جنيف1 لغاية كتابة هذه السطور، بسبب الاختلاف بين الدولتين الكبيرتين روسيا وأمريكا على تحديد مصير الرئيس السوري بشار الأسد؛ فأمريكا فسّرت المؤتمر بأنه يمهد لما بعد الأسد، وروسيا قالت: إن جنيف 1 لم يتحدث عن مصير الأسد، وما يزال مؤتمر جنيف1 حتى الآن الوثيقة السياسية الوحيدة  حول سورية  الحائزة على توافق دولي وعربي وإقليمي، مكلُّلةُ بموافقة مجلس  الأمن.